# Tongliang
Tongliang, tidigare stavat Tungliang, är ett yttre stadsdistrikt i Chongqings storstadsområde i sydvästra Kina.
Tongliang härad tillhörde tidigare Sichuan-provinsen, men överfördes till Chongqing när staden fick provinsstatus 1997. Den 6 juni 2014 ombildades Tongliang till stadsdistrikt i Chongqings storstadsområde.

## Administrativ indelning
Distriktet är indelat i fem stadsdelsdistrikt och 23 köpingar.
Stadsdelsdistrikt (jiedao):

- Bachuan (巴川街道)
- Dongcheng (东城街道)
- Jiuxian (旧县街道)
- Nancheng (南城街道)
- Pulü (蒲吕街道)

Köpingar (zhen):

- Anju (安居镇)
- Anxi (安溪镇)
- Baiyang (白羊镇)
- Damiao (大庙镇)
- Erping (二坪镇)
- Fuguo (福果镇)
- Gaolou (高楼镇)
- Huaxing (华兴镇)
- Hufeng (虎峰镇)
- Lüfeng (侣俸镇)
- Pingtan (平滩镇)
- Qinglong (庆隆镇)
- Shaoyun (少云镇)
- Shiyu (石鱼镇)
- Shuangshan (双山镇)
- Shuikou (水口镇)
- Taiping (太平镇)
- Tuqiao (土桥镇)
- Weilong (围龙镇)
- Weixin (维新镇)
- Xiaolin (小林镇)
- Xihe (西河镇)
- Yongjia (永嘉镇)